# Per-Erik Lundstig
Per-Erik Lundstig, född 12 december 1958, är en svensk före detta professionell ishockeyspelare (forward).
Lundstig var med och tog upp Luleå HF till Elitserien 1984.